# Shake Your Money Maker
$hake Your Money Maker ist das Debüt-Album der Black Crowes, bekannt als the most rock ’n’ roll rock ’n’ roll band in the world. Ein klassischer Blues-Song von Elmore James trägt den gleichen Namen. Das Album erreichte Platz 4 der Billboard Charts. Der größte Hit dürfte die Cover-Version von Otis Reddings Hard to Handle sein, doch auch die Singles Twice as Hard, Jealous Again und vor allem die mit Akustik-Gitarren gespielte Ballade She Talks to Angles erreichten hohen Bekanntheitsgrad.

## Entstehungsgeschichte
1989 erhielt die Band, die zu der Zeit noch den Namen Mr. Crowe’s Garden trug, einen Plattenvertrag bei American Recordings (damals noch Def American), dem Label des Produzenten Rick Rubin. Obwohl die Band schon seit einigen Jahren bestand, schrieben die Brüder Chris und Rich Robinson innerhalb von sechs Wochen zwölf neue Stücke, die zusammen mit Hard to Handle, einer Coverversion des ebenfalls aus Georgia stammenden Otis Redding, und She Talks to Angels, dem einzigen älteren Stück der Band, zusammen mit George Drakoulias vorproduziert und schließlich innerhalb von eineinhalb Monaten aufgenommen und gemischt wurden.

## Titelliste
1. Twice as Hard – 4:09
2. Jealous Again – 4:35
3. Sister Luck – 5:13
4. Could I’ve Been So Blind – 3:44
5. Seeing Things – 5:18
6. Hard to Handle (Isbell/Jones/Redding) – 3:08
7. Thick N’ Thin – 2:44
8. She Talks to Angels – 5:29
9. Struttin’ Blues – 4:09
10. Stare It Cold – 5:13
11. Don’t Wake Me – 3:33
12. She Talks to Angels (acoustic) – 6:19
13. Live Too Fast Blues/Mercy, Sweet Moan (hidden track) – 1:17

Außer Hard to Handle wurden alle Songs von Chris und Rich Robinson geschrieben. Die Titel 11 und 12 wurden erst für die Wiederveröffentlichung im Rahmen des Sho’Nuff-Box-Sets hinzugefügt. Der in der Titelliste des Albums nicht aufgeführte Titel Live Too Fast Blues/Mercy, Sweet Moan ist in jedem Falle das letzte Lied.

## Personal

### Band
- Chris Robinson: Gesang
- Young Rich Robinson: Gitarre
- Jeff Cease: Gitarre
- Steve Gorman: Drums & Cymbals
- Johnny Colt: Bass

### Zusätzliche Musiker
- Chuck Leavell: Keyboard
- Brendan O’Brien: A Potpourri of Instruments
- Laura Creamer: Background-Gesang

### Stab
- Produzent: George Drakoulias
- Toningenieur: Brendan O’Brien
- Executive Producer: Rick Rubin

## Singles
Aus dem Album wurden fünf Titel als Singles ausgekoppelt. Bis auf das Stück Waiting Guilty waren alle B-Seiten Live- bzw. Akustikversionen von Stücken des Albums oder live aufgenommene Cover. Die Singles wurden in unterschiedlichen Regionen sowie auf unterschiedlichen Formaten mit verschiedenen B-Seiten bestückt. Angegeben sind jeweils alle B-Seiten, die zur jeweiligen Single erschienen, ohne dass auf den jeweiligen Tonträgern alle Stücke enthalten sein müssen.

### Jealous Again
- Veröffentlichungsdatum: Februar 1990[4]
- B-Seiten:
  - She Talks to Angels (live)
  - Could I’ve Been So Blind (live)
  - Waiting Guilty
  - Jealous Again (akustisch)
  - She Talks to Angels (akustisch)

### Hard to Handle
- Veröffentlichungsdatum: 1990[5]
- B-Seiten:
  - Waiting Guilty
  - Jealous Again (akustisch)
  - Twice as Hard (remix)
  - Sister Luck (live)
  - Stare It Cold (live)
  - Twice as Hard (live)
  - Dreams (live) (Gregg Allman) – Allman-Brothers-Band-Cover

### Twice as Hard
- Veröffentlichungsdatum: August 1990[6]
- B-Seiten:
  - Jealous Guy (live) (John Lennon)
  - Jealous Again (live)
  - Could I’ve Been So Blind (live)
  - Jealous Again (akustisch)

### Seeing Things
- Veröffentlichungsdatum: September 1990[7]
- B-Seiten:
  - Could I’ve Been So Blind (live)
  - She Talks to Angels (live)
  - Sister Luck (live)
  - Hard to Handle (live)
  - Twice as Hard (live)
  - Jealous Again (live)

### She Talks to Angels
- Veröffentlichungsdatum: 1990[8]
- B-Seiten
  - She Talks to Angels (edit)
  - Jealous Again (akustisch)
  - She Talks to Angels (akustisch)
  - Could I’ve Been So Blind (live)

## Wissenswertes
Den Elmore-James-Blues Shake Your Money Maker haben die Black Crowes erst ab November 1994 in ihr Programm aufgenommen. 1999 veröffentlichten sie das Stück auf dem mit Jimmy Page aufgenommenen Album Live At The Greek.
Zu Beginn der Aufnahmesessions hieß die Band noch Mr. Crowes Garden, änderten ihren Namen jedoch im Verlauf in The Black Crowes.
Während der Sessions wurden 14 Stücke eingespielt. You’re Wrong wurde als B-Seite veröffentlicht, wohingegen Charming Mess nicht veröffentlicht und nur ein einziges Mal live gespielt wurde. Das 1998 als Bonus-Track veröffentlichte Don’t Wake Me wurde nie vor Publikum aufgeführt.
Fast alle Stücke wurden erst kurz vor den Sessions komponiert, Ausnahmen sind die Coverversion von Hard to Handle und der Titel She Talks to Angels, der als einziges Stück bereits seit 1988 im Programm von Mr. Crowes Garden war.
Die Band wurde im Studio von dem Southern-/Blues-Rock-Urgestein Chuck Leavell an den Keyboards (Piano/Hammond-Orgel) begleitet. Leavell war seit den 1970ern Mitglied der Allman Brothers Band, tourte mit den Rolling Stones und spielte u. a. auf Eric Claptons Unplugged-CD Klavier.

## Auszeichnungen für Musikverkäufe
Das Album wurde von der Recording Industry Association of America im Mai 1995 mit Fünffach-Platin ausgezeichnet.
| Land/Region                  | Auszeichnungen für Musikverkäufe (Land/Region, Auszeichnung, Verkäufe) | Verkäufe  |
| ---------------------------- | ---------------------------------------------------------------------- | --------- |
| Kanada (MC)                  | Gold                                                                   | 50.000    |
| Neuseeland (RMNZ)            | Platin                                                                 | 15.000    |
| Vereinigte Staaten (RIAA)    | 5× Platin                                                              | 5.000.000 |
| Vereinigtes Königreich (BPI) | Gold                                                                   | 60.000    |
| Insgesamt                    | 1× Silber · 1× Gold · 6× Platin ·                                      | 5.125.000 |